# Francisco Molinos del Campo
Francisco Molinos del Campo (* 17. März 1785 in Cartago, Popayán, Nuevo Reino de Granada; † nach 1826) war ein mexikanischer Botschafter.

## Leben
Francisco Molinos del Campo heiratete am 19. November 1820, in der Kirche San Miguel Arcángel in Mexiko-Stadt María Guadalupe Siurob Padilla (* 1801), ihre Tochter war Amalia Molinos del Campo Siurob (1823–1905).
Francisco Molinos del Campo war in der Kolonialzeit Rechtsanwalt bei der Real Audiencia de México.
Francisco Molinos del Campo war am Unabhängigkeitstag, dem 16. September 1831, Hauptredner.
Am 6. September 1824 wurde er zum Botschafter in Kolumbien ernannt.
Antonio López de Santa Anna wollte die Gegner seiner Reformen mit Listen, die sein Vizepräsident Gómez Farías, der Kongress und er fertigten, aus Mexiko ausweisen. Auf diesen Listen, die durch ein Gesetz von 23. Juni 1833 sanktioniert wurden, stand auch Francisco Molinos del Campo.
Francisco Molinos del Campo wurde im Juni 1838 von Lic Mier y Altaminano für 1500 USD als Staatsanwalt beauftragt. Im August 1838 erkannte die Junta, dass eine solche Beauftragung nicht sanktioniert war. Die Junta nahm die Ernennung zurück und klärte Francisco Molinos del Campo im Mai 1839 darüber auf, dass er kein Staatsanwalt war.
1823 entband Francisco Molinos del Campo die Bewohner von Texas für sieben Jahre von sämtlichen Einfuhrsteuern.
| Vorgänger                | Amt                                                                 | Nachfolger              |
| ------------------------ | ------------------------------------------------------------------- | ----------------------- |
| Manuel de la Peña y Peña | mexikanischer Botschafter in Bogotá 9. Januar 1824 bis 28. Mai 1824 | José Anastasio Torrens  |
| Juan Manuel de Elizalde  | Präsident von Mexiko-Stadt 2. September 1826 bis 2. Oktober 1826    | Juan Manuel de Elizalde |